# 1955 en ingénierie
Cet article présente les faits marquants de l'année 1955 en ingénierie.

## Évènements
- 16 avril : Jacques Perret, sollicité par IBM pour trouver un équivalent français du mot « computer », remet à l'ordre du jour l'ancien mot « ordinateur » dans une lettre[1].
- 21 août : inauguration du téléphérique de l'Aiguille du Midi, le plus haut du monde[2].
- 2 octobre : arrêt de l'ENIAC[3].
- 6 octobre : Citroën présente la DS 19[4].
- 25 octobre : le premier four à micro-ondes domestique est mis en vente par la compagnie « Tappan »[5].

- Automobile : lancement d'un moteur mythique, le V8 Small-Block Chevrolet, qui équipe notamment la Corvette[6]. Plus de 90 millions de Small-Blocks Chevy ont été construits[7].

## Naissances
- 5 juin : Hervé This, physico-chimiste et ingénieur français.
- 18 octobre : Bernard Njonga (mort en 2021), ingénieur agronome, militant et homme politique camerounais.
- 16 décembre : Burrell Smith, ingénieur américain.